# Carn a' Chlamain
Càrn a' Chlamain (gaelsky: Càrn a' Chlamhain) je skotská hora, nacházející se zhruba 12 kilometrů severozápadně od Blair Atholl ve Forest Atholl na jihu pohoří Grampiany. Je to nejvyšší bod na zvlněné náhorní plošině, ležící severně od Glen Tilt. Tato hora je proslulá tím, že ji zdolala na koni královna Viktorie.
S výškou 963 m (3159 stop) patří mezi tzv. Munros, což jsou skotské hory vyšší než 3000 stop.

## Přístup
Na horu se téměř vždy vystupuje z údolí Glen Tilt. Stoupá se ze dvou míst:
1. Začíná ve Forest Lodge odkud se po nenápadné stezce leze strmě cik-cak a po překročení plató se vystoupá na vrchol.
2. Začíná asi o 3 km blíž k Blair Atholl v místě Clachghlas (malá ovčí farma po pravém břehu řeky) a za farmou se stoupá na hřeben Faire Clach-ghlais, kde se spojuje s předchozí trasou a stoupá se k vrcholu

Vrchol je kamenitý, vystupující z okolního vřesoviště. Jelikož neexistuje žádná alternativní doprava do Forest Lodge, je třeba se tam dopravit autem nebo pěšky z Blair Atholl po soukromé silnici.

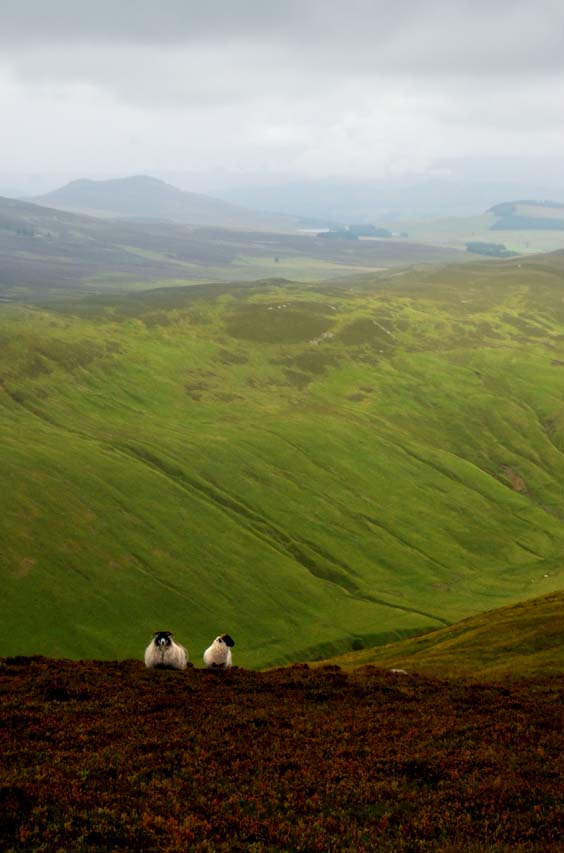
Ovce na svahu Carn a´Chlamain